# Sascha Hödl
Sascha Hödl (* 1992 in Österreich) ist ein österreichischer Musicaldarsteller, Schauspieler und Stuntman.

## Karriere
Hödl begann seine Theaterlaufbahn im Alter von zehn Jahren bei den Karl-May-Spielen in Winzendorf, Österreich. Nach einer Ausbildung in Tanz, Schauspiel und Gesang an der Performing Academy in Wien wirkte er in zahlreichen Theaterproduktionen mit, darunter Wozzeck, Maria Stuart, King Arthur, Die Schöne und das Biest, Zorro und Avanti Avanti, Dracula und Ganz Paris träumt von der Liebe.
2022 sprang Hödl für den erkrankten Alexander Klaws in der Rolle des Winnetou bei den Karl-May-Spielen Bad Segeberg ein. 2025 übernimmt er dort die Titelrolle des „Halbbluts“.

## Presse
Das Hamburger Abendblatt berichtete über seine Erfahrungen von den Karl-May-Spielen. In einem Interview mit Musicalpuls sprach er über seine Erfahrungen in der Musicalproduktion Ganz Paris träumt von der Liebe.